# Why Don't You Get a Job?
«Why Don't You Get a Job?» és l'onzè senzill de la banda californiana The Offspring, i el segon de l'àlbum Americana. La melodia principal de la cançó està inspirada en les cançons «Ob-La-Di, Ob-La-Da» dels The Beatles i «Cecilia» de Simon & Garfunkel. Va esdevenir un dels seus senzills més reeixits comercialment, entrant en les llistes de senzills de diversos països. Destaca l'èxit obtingut a Austràlia on fou certificat amb doble disc de platí. La cançó fou inclosa en el posterior recopilatori Greatest Hits (2005).
Malgrat el seu ritme i melodia alegres i despreocupades, es tracta d'una de les cançons més crítiques de la banda amb la societat, especialment l'estatunidenca. Les lletres estan dedicades a un tipus de família que es dedica a balafiar els diners sense tenir un treball estable.
El videoclip musical fou dirigit per McG i filmat en el set de rodatge dels Universal Studios de Hollywood. Diverses escenes de televisió i pel·lícules es poden veure al llarg del videoclip com per exemple el carrer principal de Desperate Housewives o una plaça de Back to the Future. Posteriorment fou inclòs en la compilació Complete Music Video Collection (2005).

## Llista de cançons
| 1.            | «Why Don't You Get a Job?»                       | 2:49  |
| 2.            | «Pretty Fly (For A White Guy)» (Lowriders Remix) | 3:01  |
| 3.            | «Beheaded (1999)»                                | 2:38  |
| 4.            | «Pretty Fly (For A White Guy)» (videoclip)       | 3:07  |
| Durada total: | Durada total:                                    | 11:35 |

| 1.            | «Why Don't You Get a Job?»                       | 2:49  |
| 2.            | «Why Don't You Get a Job?» (The Baka Boyz Remix) | 4:22  |
| 3.            | «Beheaded (1999)»                                | 2:38  |
| 4.            | «I Wanna Be Sedated» (The Ramones Cover)         | 2:19  |
| Durada total: | Durada total:                                    | 12:08 |